# Kennington
Ne doit pas être confondu avec Kensington, un autre quartier de Londres.
Pour les articles homonymes, voir Kennington (homonymie).
Kennington est un quartier du Sud de Londres, situé dans le borough londonien de Lambeth. C'est une banlieue résidentielle très ouvrière et on y trouve The Oval, (l'Ovale), célèbre stade de cricket.

## Histoire
En 1337, Édouard III a donné le manoir de Kennington à son fils aîné Édouard, le « Prince Noir », qui a construit alors un grand palais royal entre ce qui est maintenant Black Prince Road et Sancroft Street. 
Geoffrey Chaucer a été employé à Kennington comme secrétaire des travaux en 1389, recevant pour cette tâche deux shillings. Le domaine de Kennington appartient toujours aux fils aînés des souverains (princes de Galles et ducs de Cornouailles).
Le parc de Kennington (créé par l'architecte victorien James Pennethorne) et le cimetière Saint-Marc occupent maintenant l'emplacement du Kennington Common, le pré communal de Kennington. En 1746, le gibet du comté de Surrey, à l'extrémité sud du Common, a été utilisé pour exécuter neuf chefs de la rébellion jacobite de 1745. Le Common a été aussi l'endroit où les chartistes se sont rassemblés pour leur plus grande manifestation, en 1848.
Kennington Park Road et Clapham Road constituent une route longue et droite qui suit la vieille route romaine. Elle va du Pont romain de Londres à Chichester, en passant par le seuil des collines du Nord à Box Hill, près de Dorking. Une autre route romaine bifurquait du côté opposé à Kennington Road et descendait par ce qui est maintenant Kennington Park jusqu'à Brixton Road. À travers les North Downs, elle conduisait à Hassocks près de Caterham, juste au nord des South Downs.

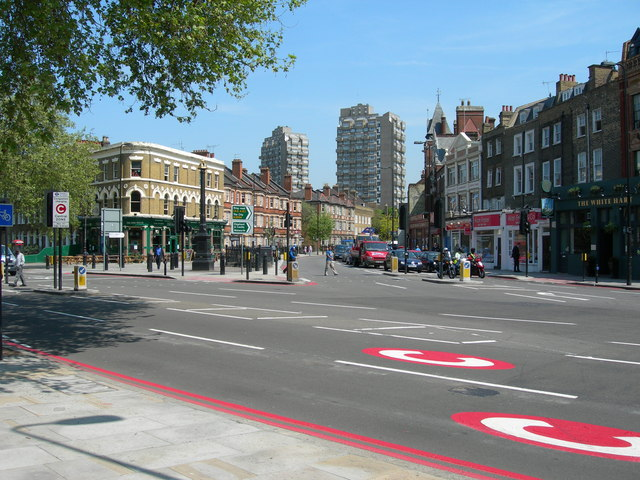
Rues de Kennington (2006).
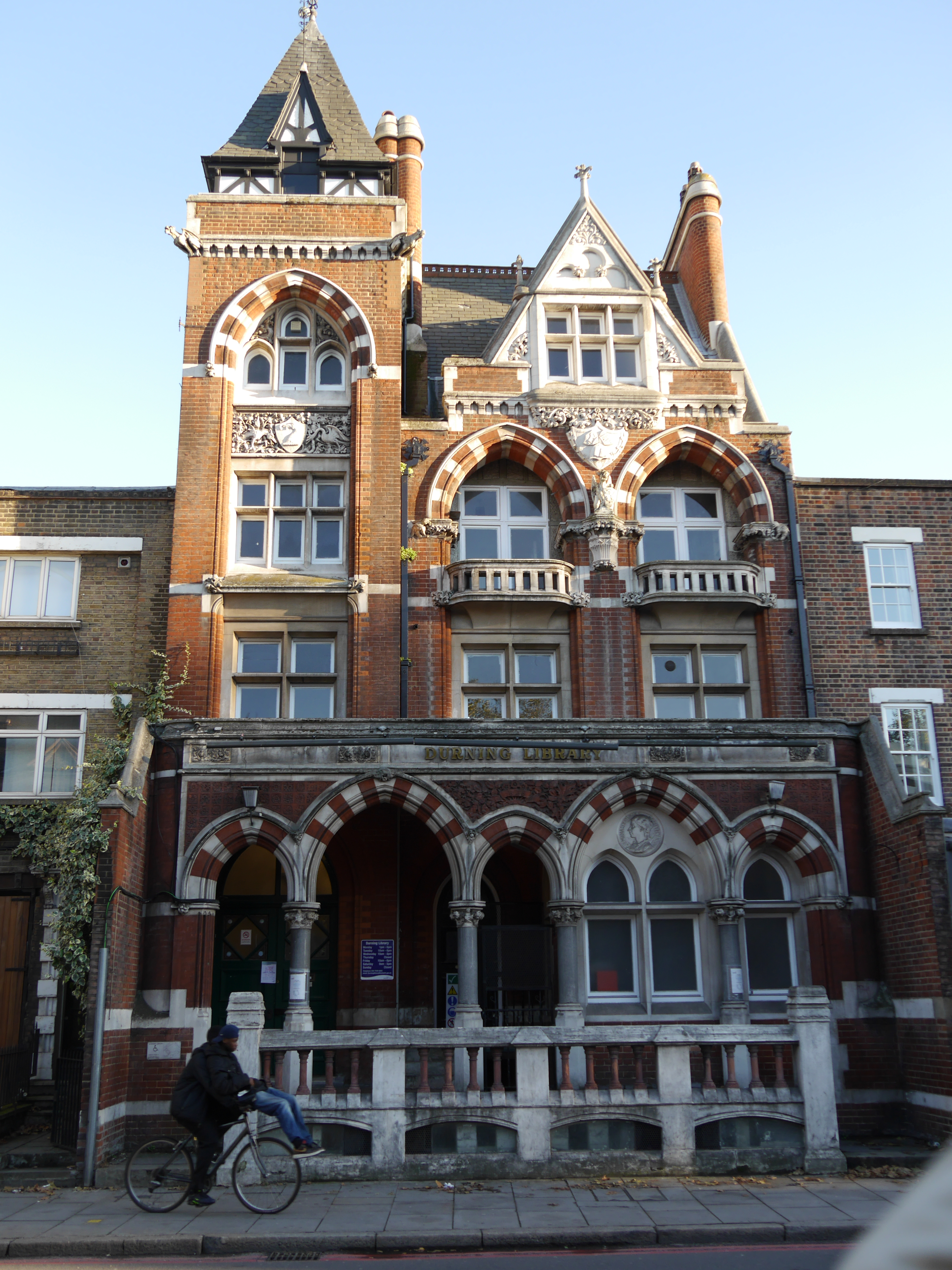
La bibliothèque de Durning, sur Kennington Lane (2018).

## Géographie
Localités les plus proches :
- Vauxhall ;
- Walworth ;
- Newington — connu généralement sous le nom d'Elephant and Castle ;
- Stockwell ;
- Camberwell.

Stations de métro les plus proches :
- Station de métro de Kennington ;
- Station de métro Ovale.

## Personnalités liées
- Edith Nesbit (1858 – 1924), écrivaine britannique qui y est née.
- George Robey (1869 – 1954), comédien britannique qui y est né.
- Bernard Montgomery (1887 – 1976), général britannique qui y est né.
- Sarah Waters (1966 - ), écrivaine britannique qui y vit.
- Jadon Sancho (2000 - ), joueur de football professionnel qui y a grandi.